# Guatemala i panamerikanska spelen
Guatemala i panamerikanska spelen styrs av Guatemalas Olympiska Kommitté i de panamerikanska spelen. Nationen deltog första gången i de panamerikanska spelen 1951 i Buenos Aires.
De guatemalska idrottarna har vunnit 65 medaljer, varav 14 guldmedaljer.